# Анвиль (лунный кратер)
Кратер Анвиль (лат. Anville) — небольшой одиночный ударный кратер в северной части моря Изобилия на видимой стороне Луны. Название присвоено в честь французского географа и картографа Жана Батиста Бургиньона де Анвиля (1697—1782) и утверждено Международным астрономическим союзом в 1976 г.

## Описание кратера
Ближайшими соседями кратера являются кратер Тарунций на северо-западе и кратер Мессье на юго-западе. На западе от кратера лежат горы Секки и кратер Секки.
Селенографические координаты центра кратера 1°50′ с. ш. 49°31′ в. д. / 1,84° с. ш. 49,51° в. д., диаметр 10,3 км, глубина 2,22 км.
Кратер имеет правильную циркулярную форму с острой кромкой вала и чашеобразную форму. Восточная часть вала имеет следы обрушения на внутреннем склоне. Высота вала над окружающей местностью составляет 370 м, объём кратера приблизительно 40 км³.
По морфологическим признакам кратер относится к типу ALC (по названию типичного представителя этого класса — кратера Аль-Баттани C). До 1976 года кратер назывался сателлитным кратером Тарунций G.

## Сателлитные кратеры
Отсутствуют.